# Chaîne de Selwyn
La chaîne de Selwyn (Selwyn Range en anglais) est une chaîne de montagnes accidentées située près de Mount Isa et Cloncurry, dans le nord-ouest du Queensland, en Australie. Elle est principalement composée de roches métamorphiques du Protérozoïque. Elle est drainée au nord par les rivières Williams et Fullarton, qui se jettent dans le golfe de Carpentarie et, au sud, par la rivière McKinlay et son affluent, le Boorama Creek, qui se jette également dans le golfe de Carpentarie. La zone est riche en minerais : cuivre, or, plomb et zinc et est une zone importante d'exploitation minière. Elle était autrefois le siège du peuple Kalkadoon.
Le climat de la chaîne de Selwyn est un mélange de climat tropical, de mousson et semi-aride, avec des précipitations annuelles erratiques, surtout l'été, atteignant 380 mm en moyenne. La couverture végétale est faible, faite de petits bois d'eucalyptus et de prairies de spinifex.